# Hiệp hội bóng đá Cộng hòa Ireland
Hiệp hội bóng đá Cộng hòa Ireland (FAI; tiếng Ireland: Cumann Peile na h-Éireann; tiếng Anh: Football Association of Ireland) là tổ chức quản lý, điều hành các hoạt động bóng đá ở Cộng hòa Ireland. Liên đoàn quản lý đội tuyển bóng đá quốc gia Cộng hòa Ireland, tổ chức các giải bóng đá như vô địch quốc gia và cúp quốc gia. Liên đoàn bóng đá Cộng hòa Ireland gia nhập FIFA năm 1923 và UEFA năm 1958.